# Hietaniemi kyrka
Hietaniemi kyrka var en kyrkobyggnad i Hedenäset och Hietaniemi socken som hör till Övertorneå församling och Luleå stift. Kyrkan låg på en udde i Torne älv intill gränsen till Finland. Fram till 1809 var kyrkan gemensam för människor på båda sidor om älven. Den förstördes av en eldsvåda natten till den 26 september 2023. En ny kyrka planeras att byggas.

## Första kyrkobyggnaden
Första kyrkan på platsen uppfördes 1617. Sommaren 1745 besiktades kyrkan och bedömdes så förfallen att man beslöt sig för att bygga en ny. Av besiktningsprotokollet framgår att den gamla kyrkan var "30 alnar lång, 14 1/2 alnar bred och 6 alnar hög upp till väggbandet".
Den senaste träkyrkan uppfördes 1745–1747 av byggmästaren Hans Biskop från Kronoby i Österbotten. Kyrkan var byggd av rödmålat, panelklätt timmer och bestod av ett åttakantigt avlångt långhus med kor i öster. Långhusets södra sida och västra sida hade varsitt vapenhus och vid norra sidan fanns en tillbyggd sakristia. Kyrkan täcktes av ett högt och brant, valmat spåntak med spiror och flöjlar. Kyrkorummets innertak täcktes av ett hjälmvalv. Mellan 1892 och 1893 utfördes en omfattande renovering och vissa förändringar, då bland annat ytterväggarna vitmålades. En ny restaurering utfördes 1930–1931 under ledning av Eberhard Lovén. Vid en restaurering 1943–1945 installerades el-värme. En restaurering utfördes 1967–1973 efter ritningar av Bertil Franklin och syftet var att återställa både exteriör och interiör till mer ursprungligt utseende. Arbetet omfattade även rödmålning av ytterväggarna.

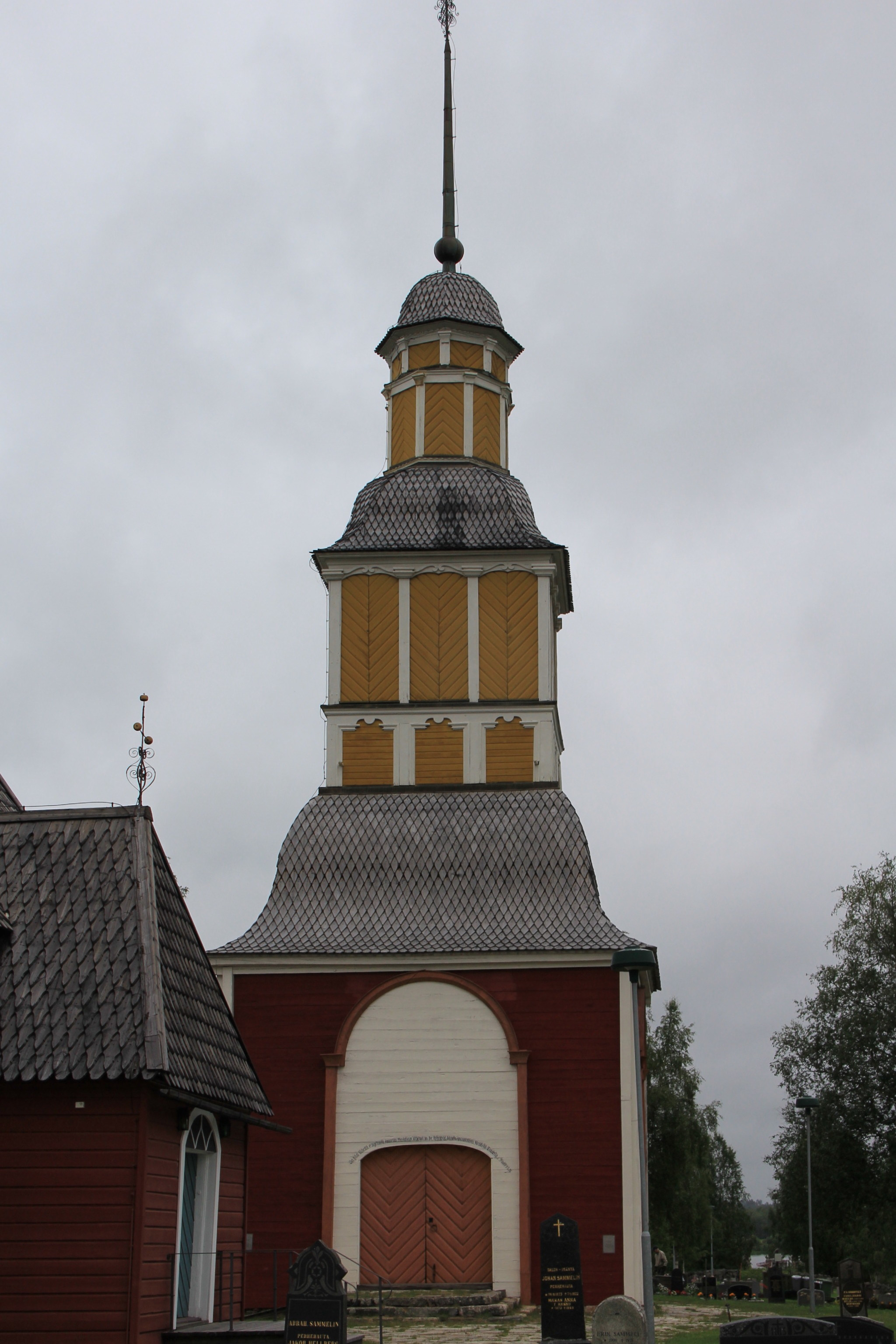
Klockstapeln.

Den senaste klockstapeln var 37 meter hög och färdigställdes 1773.

### Interiör och inventarier
- Altartavlan utfördes 1826 av J A Hedman och inramades av marmorerade kolonner.
- Altarskranket och predikstolen tillverkades av Hans Biskop, likaså pyramiderna och krönen till de främre bänkraderna.
- Orgeln var ursprungligen ryggpositiv till 1608 års orgel i Tyska kyrkan i Stockholm. Fler delar av den orgeln finns i Övertorneå kyrka.

### Kyrkklockorna - Ryssklockan
Ryssar plundrade kyrkan år 1716. Bland annat bortrövades kyrkklockan som inköpts till Hietaniemi år 1688. År 1729 införskaffade församlingen en klocka som ersatte den bortrövade. Den klockan överläts senare till den, på grund av riksgränsdragningen i Torne älv 1809, nybildade finska Övertorneå församling. Klockan hänger nu, tillsammans med en klocka från Övertorneå kyrka som också överläts, i den år 1819 färdigställda klockstapeln i finska Övertorneå. 1820 införskaffade Hietaniemi en ny klocka i stället för den överlåtna.
170 år efter plundringen fick församlingen beskedet att klockan påträffats i Strelna slottskapell utanför Sankt Petersburg. Församlingen anhöll om att få köpa tillbaka klockan. 1885 kom en försändelse till Hietaniemi med klockan som en gåva från storfursten Konstantin Nikolajevitj.
Tre klockor hängde fram till branden i september 2023 i klockstapeln; storklockan (1820 års klocka), mellanklockan (ryssklockan) och lillklockan.

### Branden 2023
Under natten till den 26 september 2023 började det brinna i kyrkans klockstapel. Larmet om branden inkom strax efter klockan 3 på natten och när räddningstjänsten kom fram var det en fullt utvecklad brand och det hade då även hade tagit eld i kyrktaket. Kyrkan gick inte att rädda utan brann ner totalt. Polisen misstänkte inget brott i samband med branden.
Några föremål som bevarats är samtliga fyra kyrknycklar och tre stycken ljuskronor. Även vissa bitar av kyrkklockorna kunde tas tillvara på.

## En ny kyrkobyggnad
I januari 2025 beslutade kyrkofullmäktige i Övertorneå församling att en ny kyrka skulle byggas. Tre olika designförslag togs fram av Tengboms arkitektkontor, och det slutliga förslaget blev en ny kyrka som påminner om den tidigare, men med plats för hälften så många personer. En arkeologisk undersökning behöver utföras innan någon nybyggnation kan komma igång.